# Michel Némitz
Michel Némitz est un militant anarchiste né le 14 septembre 1958 à La Chaux-de-Fonds. Il est notamment actif au sein de la Fédération libertaire des montagnes, qu'il a contribué à fonder en 1978, et de la coopérative Espace Noir à Saint-Imier.

## Biographie
Michel Némitz naît le 14 septembre 1958 à La Chaux-de-Fonds, dans le canton de Neuchâtel en Suisse, d'une mère antimilitariste et écologiste et d'un père membre du Parti socialiste. Il est issu d'une famille polonaise établie dans les Montagnes neuchâteloises en 1848. Il abandonne ses études d'économie en école de commerce. Il est ensuite ouvrier dans la chimie et dans la métallurgie et travaille dans l'industrie laitière, dans une librairie, dans une confiserie et dans une droguerie. Il est également animateur de vacances au Nouveau-Brunswick, au Canada. Il s'engage depuis 1988 dans la coopérative Espace Noir à Saint-Imier, dans le canton de Berne. Depuis 1991, il participe aussi à la coopérative Imagine, qui possède le bâtiment d'Espace Noir. Il a également un certificat de cafetier restaurateur et un diplôme de praticien formateur dans le domaine social.
En tant qu'antimilitariste, il a tenté de créer des comités de soldats lors de son service militaire obligatoire, ce qui lui a valu d'être exclu. Refusant de payer une taxe de remplacement, il a fait des jours de prison,. En plus de ses activités à Espace Noir, Michel Némitz s'est également investi dans l'Association pour la Défense des Chômeurs de La Chaux-de-Fonds dont il a été membre fondateur en 1982 et dans la coopérative pour chômeurs Partage, dans une éphémère section de la Libre-pensée, dans le Groupe pour une Suisse sans armée, dans le mouvement anti-raciste notamment. Syndicalement, il s'est engagé dans la confédération romande du travail et dans le syndicat SIB, qui s'est fondu dans Unia.
En 2012, il est l'un des organisateurs de la rencontre internationale de l'anarchisme.

## La Coopérative audio-visuelle d'entraide
La Coopérative audio-visuelle d'entraide (CAVE) est une coopérative basée à La Chaux-de-Fonds. Dans ce cadre, Michel Némitz est impliqué dans la réalisation d'un documentaire sur le développement de l'anarchisme dans la région.

## Espace Noir
Michel Némitz s'engage depuis 1989 au sein de la coopérative Espace Noir, à Saint-Imier. Cette coopérative a été fondée en 1984 (par Maurice Born, lui aussi inspiré par les idées libertaires) et ouverte en 1986. Elle comporte un bar, une salle de cinéma, une salle de concert, une galerie et une librairie.

## La Fédération Libertaire des Montagnes
La Fédération libertaire des montagnes (FLM) est un groupe anarchiste créé en 1978 à La Chaux-de-Fonds, actif principalement dans les cantons de Neuchâtel, de Berne et du Jura. Michel Némitz a participé à sa fondation.

### Histoire
La Fédération libertaire des montagnes « est présente dans une multitude d’activités sociales et politiques ». Elle participe à différentes manifestations, dont celle du Premier Mai des Montagnes neuchâteloises, qu'elle co-organise. Plusieurs de ses membres sont également membres de la coopérative Espace Noir à Saint-Imier. La FLM y organise des activités, par exemple un « apéro » libertaire ouvert au public ou une journée sur l'anarcho-syndicalisme et le syndicalisme révolutionnaire. La fondation Mémoires d'ici a proposé d'inscrire l'anarchisme à l'inventaire du patrimoine culturel immatériel, le considérant comme une tradition vivante, notamment au travers des activités d'Espace Noir. Le Canton de Berne cite la coopérative, mais également la Fédération libertaire des montagnes, dans une fiche sur l'anarchisme en tant que tradition vivante.
En 1999, deux membres de la FLM ont été emprisonnés après avoir logé un ancien membre des Brigades rouges, Marcello Ghiringhelli, qui a lui été condamné à de la prison pour avoir préparé un brigandage puis extradé vers l'Italie. Les militants anarchistes ont assumé leur soutien mais se sont distanciés, par la voix de Michel Némitz, de l'idéologie et des actions des Bridages rouges, précisant que la FLM visait à changer la société non par une avant-garde violente qui imposerait la révolution, mais par l'action sociale.
La FLM ne présente pas de candidats aux élections, et il est arrivé qu'elle prône l'abstentionnisme.
Elle s'engage pour les droits des chômeurs, un temps en lien avec l'Association de défense des chômeurs de La Chaux-de-Fonds, qu'elle a contribué à fonder en 1982. Ces deux organisations ont gagné un référendum sur une modification du statut des chômeurs en 1997. La FLM a également participé à la création de l'association Partage, qui distribue des surplus alimentaires.
Elle dénonce les conditions de détention dans les prisons suisses, notamment celle de La Chaux-de-Fonds. Michel Némitz, soutenu par le reste du groupe, y a par ailleurs été détenu pour refus de payer la taxe militaire. À la suite d'une mobilisation de la FLM et de l'Association de défense des prisonniers de Suisse en 1990, les autorités politiques ont annoncé vouloir améliorer la situation.
La Fédération libertaire des montagnes s'oppose à l'extrême-droite. Elle s'oppose à l'Union démocratique du centre (UDC), a participé à des manifestations contre elle à La Chaux-de-Fonds en 2004, 2005, puis en 2006, quand plusieurs participants ont été poursuivis pour délits d'émeute avant d'être tous acquittés. 
Les militants de la FLM ont participé à des rencontres internationales anarchistes à Saint-Imier en 2012,, 2022 (une édition réduite en raison de la pandémie de covid-19) et 2023. La FLM, dont Michel Némitz, a été une des initiatrices et des principales organisatrices de la rencontre de 2012, organisée par plus d'une douzaine de groupes suisses et étrangers, dont l'Internationale des fédérations anarchistes. Michel Némitz a indiqué: « Nous voulons nous retrouver entre anarchistes de toutes tendances et de pays différents ». Cette rencontre a réuni environ 4000 anarchistes. La rencontre de 2023 a réuni, elle, plus de 5000 personnes et a comporté environ 400 conférences, ateliers, concerts, projections de films, pièces de théâtre et expositions.
Le groupe soutient la révolution au Rojava, par exemple au travers de conférences hostiles au gouvernement turc ou favorables à des femmes internationalistes qui se sont rendues sur place, de stands, ou d'hommage à Ivana Hoffman, une internationaliste du MLKP morte au Kurdistan. La FLM s'est engagée dans d'autres actions de soutien de portée internationale, par exemple en faveur de Dinehs chassés de leurs terres dans le Sud de la Californie en 1988,, contre la Guerre du Golfe et le renvoi de Kurdes en 1991 ou en faveur des anarchistes biélorusses en 2011. Elle promeut des idées pacifistes.
Au niveau local, la FLM s'est engagée contre le projet du TCS d'élargir l'artère principale de La Chaux-de-Fonds pour en faire une route à trois voies. Elle s'est également engagée pour la gratuité des transports publics, comme en 1993 lorsqu'elle a imprimé et distribué de faux titres de transport à la population, ce qui a mené à une accusation de faux dans les titres à l'encontre de Michel Némitz puis à son acquittement.

### Liens avec d'autres organisations
La Fédération libertaire des montagnes a participé en 1982 à la création de l'Organisation socialiste libertaire, membre du réseau Anarkismo. En 2013, à la suite des rencontres internationales anarchistes de 2012, elle a également rejoint la Fédération anarchiste, membre de l'Internationale des fédérations anarchistes.
La FLM collabore régulièrement avec d'autres organisations, collectifs et partis de gauche, par exemple dans le cadre de comités d'initiative ou référendaires (comme la coordination cantonale neuchâteloise contre la révision de la loi sur l'AI en 2007 et 2008), lors d'actions spécifiques (comme l’organisation d'un marché gratuit à Neuchâtel en 2021 puis en 2022 et 2023), de conférences (par exemple une conférence sur l'antifascisme en Allemagne, en collaboration avec le POP) ou pour l’organisation des manifestations du Premier Mai dans les Montagnes neuchâteloises. 

### Publications
La Fédération libertaire des montagnes a participé en 1978 et 1979 au Bulletin de l'Agence de Presse Libertaire, puis au Réveil anarchiste, avec la Liaison anarchiste, de mai 1979 à 1983,. Elle a ensuite publié Le Chat, dans les années 1990. Elle publie Le Chat déchaîné dès 2008, d'abord affiche murale puis journal dès juillet 2020. Des brochures ont également été publiées au nom des Éditions du Chat déchaîné. Michel Némitz a collaboré à la plupart de ces publications.

## Sources
- Guillaume Davranche, Dictionnaire biographique, mouvement ouvrier, mouvement social, « Le Maitron » : NÉMITZ Michel, Boris.
- René Bianco, Répertoire des périodiques anarchistes de langue française : un siècle de presse anarchiste d’expression française, 1880-1983, thèse de doctorat, université d’Aix-Marseille, 1987, 3503 pages, Bulletin de l’Agence de presse libertaire (page 314), Le Réveil anarchiste 1979-1983 (page 1826).
- Centre international de recherches sur l'anarchisme (Lausanne) : Fédération libertaire des Montagnes.
- WorldCat : Le réveil anarchiste, Fédération libertaire des Montagnes, 1979-1983, La Chaux-de-Fonds.